# Monolepta pauli
Monolepta pauli es una especie de insecto coleóptero de la familia Chrysomelidae.
Fue descrita científicamente en 1903 por Weise.